# آلمالو (شهرستان تاق‌تاگل)
آلمالو (به لاتین: Almalu) یک منطقهٔ مسکونی در قرقیزستان است که در شهرستان تاق‌تاگل واقع شده‌است. آلمالو ۱٬۰۷۵ نفر جمعیت دارد و ۲٬۰۳۳ متر بالاتر از سطح دریا واقع شده‌است.